# Valea Ștefanului
Valea Ștefanului – wieś w Rumunii, w okręgu Buzău, w gminie Odăile. W 2011 roku liczyła 24 mieszkańców.